# Lepa Radić
Lepa Svetozara Radić (ur. 19 grudnia 1925 w Gašnicy, zm. 8 lutego 1943 w Bosanskiej Krupie) – działaczka i partyzantka jugosłowiańskiego ruchu oporu podczas II wojny światowej, Bohater Ludowy Jugosławii.

## Życiorys
Radić urodziła się 19 grudnia 1925 w wiosce Gašnica w rodzinie bośniackich Serbów. Po ukończeniu szkoły podstawowej w pobliskiej Bistrici uczęszczała do pierwszej klasy kobiecej szkoły rzemiosła w Bosanskiej Krupie i ukończyła szkołę w Bosanskiej Gradišce.
Zaczynając od członkostwa w Związku Młodzieży Komunistycznej Jugosławii (SKOJ), w wieku 15 lat wstąpiła do Związku Komunistów Jugosławii.
10 kwietnia 1941 okolice Bosanskiej Gradiški znalazły się pod okupacją faszystowską.
W listopadzie Lepa Radić i inni członkowie rodziny zostali aresztowani przez Ustaszów, ale z pomocą znajomych współpracowników partyzanckich udało jej się wraz z siostrą Darą uciec z więzienia 23 grudnia 1941. Radić postanowiła wówczas służyć jako żołnierka-partyzantka w 7. kompanii partyzanckiej 2. krajiškiego oddziału NOVJ.
W lutym 1943 była odpowiedzialna za transport rannych partyzantów po bitwie nad Neretwą do schroniska w Grmech. Podczas walki z 7. Dywizją Górską SS została schwytana przez wroga i przewieziona do Bosanskiej Krupy, gdzie po kilku dniach tortur, została skazana na śmierć przez powieszenie.

Już na szafocie Niemcy zaproponowali, że oszczędzą jej życie, w zamian za nazwiska działaczy partii komunistycznej i lokalizację schronów, ale odmówiła im słowami: 

Nie jestem zdrajcą mojego ludu. Ci, o których pytasz, ujawnią się, gdy zdołają wypędzić wszystkich złoczyńców, co do ostatniego.

 Lepa Radić miała zaledwie 17 lat, kiedy została publicznie stracona.